# Halimeda simulans
Espèce
Halimeda simulans est une espèce d'algues vertes de la famille des Halimedaceae.